# Barcelona (Filipinas)
Barcelona es un municipio de la provincia de Sorsogón en Filipinas. Según el censo del 2000, tiene 19 041 habitantes.
El municipio fue nombrado por los españoles, debido a la vista panorámica de la capital costera de Barcelona, en Cataluña en España. Basado en el resultado de las elecciones el pasado 14 de mayo de 2007, el alcalde Salvador Nee Estuye fue elegido junto con el vicealcalde Isabel Esmeria. Barcelona también es conocida por su abundante oferta de coco, abacá y tubérculos como la batata y la yuca. También es la principal fuente de Pili tuerca, un popular deliciosa tuerca única, que sin duda puede disfrutar como postre o plato principal.
También se conoce como la Pequeña Suiza de Asia, debido a su paisaje.

## Barangayes
Barcelona se divide administrativamente en 25 barangayes.
| - Alegría - Bagacay - Bangate - Bugtong - Cagang - Fabrica - Jibong - Lago - Layog | - Luneta - Macabari - Mapapac - Olandia - Paghaluban - Población Central - Población Norte - Población Sur | - Putiao - San Antonio - San Isidro - San Ramón - San Vicente - Santa Cruz - Santa Lourdes - Tagdon |

## Historia
El 22 de abril de 1948 la sede del gobierno del municipio de Barcelona queda transferido de la población en el sitio de Mapapac, barrio de Paghaluban del mismo municipio.